# Serranus psittacinus
El serrano guaseta o camotillo (Serranus psittacinus) es una especie de peces de la familia Serranidae en el orden de los Perciformes.

## Morfología
Los machos pueden llegar alcanzar los 18 cm de longitud total.

## Distribución geográfica
Se encuentra desde el Golfo de California hasta el Perú, incluyendo las Islas Galápagos.